# Griesbach-au-Val
Griesbach-au-Val (deutsch Griesbach, elsässisch Grischbe im Dal) ist eine französische Gemeinde mit 682 Einwohnern (Stand 1. Januar 2022) im Département Haut-Rhin in der Region Grand Est (bis 2015 Elsass). Sie gehört zum Arrondissement Colmar-Ribeauvillé, zum Kanton Wintzenheim und zum Gemeindeverband Vallée de Munster.

## Geografie
Die Gemeinde Griesbach-au-Val liegt am südlichen Rand des Vallée de Munster. Das Gemeindegebiet gehört zum Regionalen Naturpark Ballons des Vosges. Nachbargemeinden sind Gunsbach, Eschbach-au-Val, Munster, Wihr-au-Val und Soultzbach-les-Bains.
Mit Gunsbach teilt sich das Dorf einen Haltepunkt der SNCF-Strecke Colmar–Metzeral, der zwischen beiden Orten liegt.

## Geschichte
Aus alten Dokumenten geht hervor, dass Griesbach-au-Val um 1239 Grunzensbach hieß. Um 1285 war das Dorf unter der Herrschaft von Hattstatt, um 1379 unter der von Hus und um 1434 unter der von Rappoltstein. Dann wurde die Reformation durchgeführt.
Von 1871 bis zum Ende des Ersten Weltkrieges gehörte Griesbach-au-Val als Teil des Reichslandes Elsaß-Lothringen zum Deutschen Reich und war dem Kreis Colmar im Bezirk Oberelsaß zugeordnet.

### Bevölkerungsentwicklung
| Jahr                       | 1910 | 1962 | 1968 | 1975 | 1982 | 1990 | 1999 | 2006 | 2012 | 2021 |
| -------------------------- | ---- | ---- | ---- | ---- | ---- | ---- | ---- | ---- | ---- | ---- |
| Einwohner                  | 560  | 463  | 487  | 483  | 519  | 587  | 736  | 754  | 744  | 687  |
| Quellen: Cassini und INSEE |      |      |      |      |      |      |      |      |      |      |

## Sehenswürdigkeiten
- Burg Schwarzenberg (Schwartzenbourg), um 1261 im Auftrag des Bischofs von Straßburg erbaut[3]
- Maison de Meyerhof, aus dem 15. Jahrhundert
- Mehrere Häuser aus dem 17. Jahrhundert

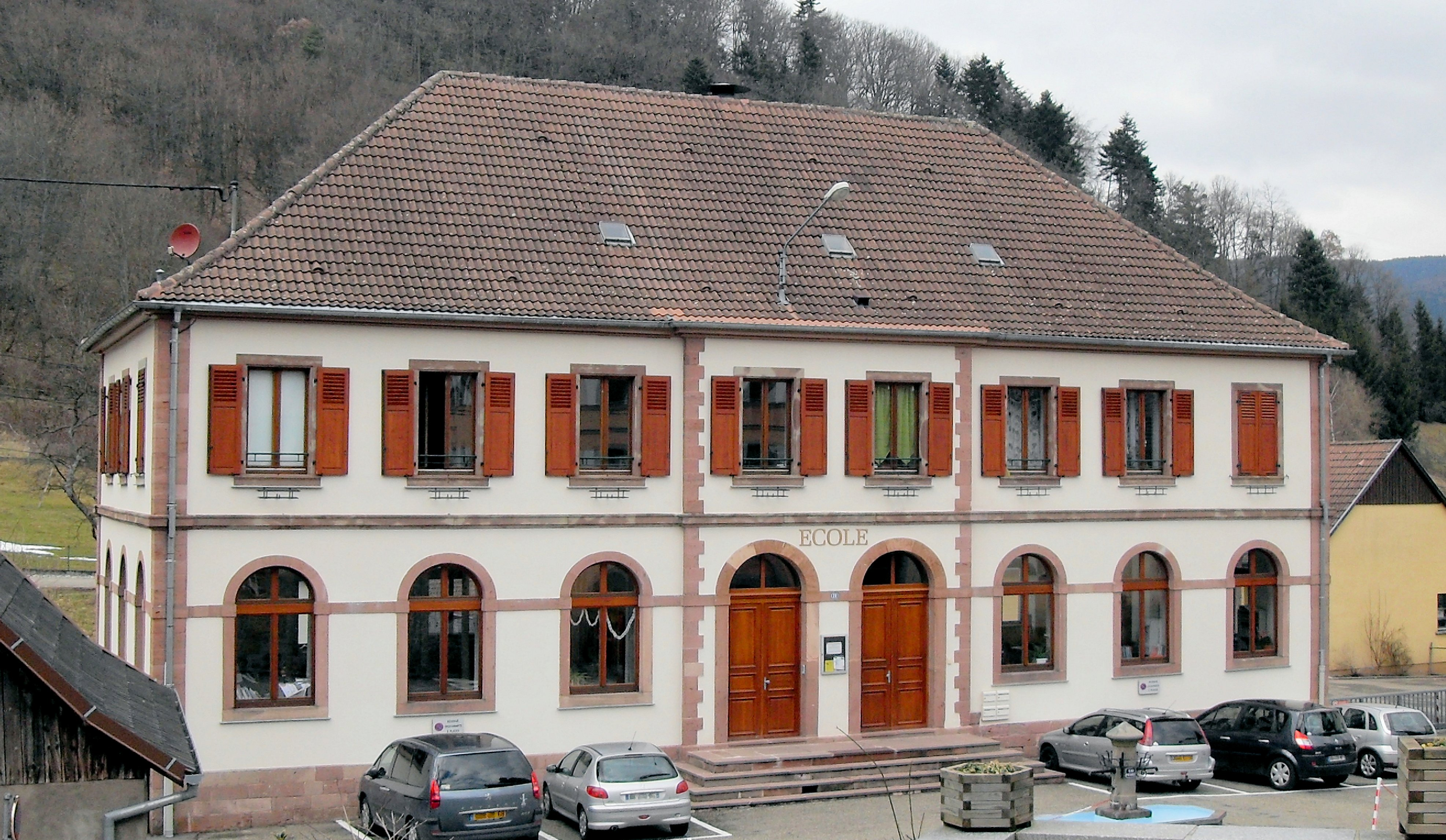
Schule Griesbach
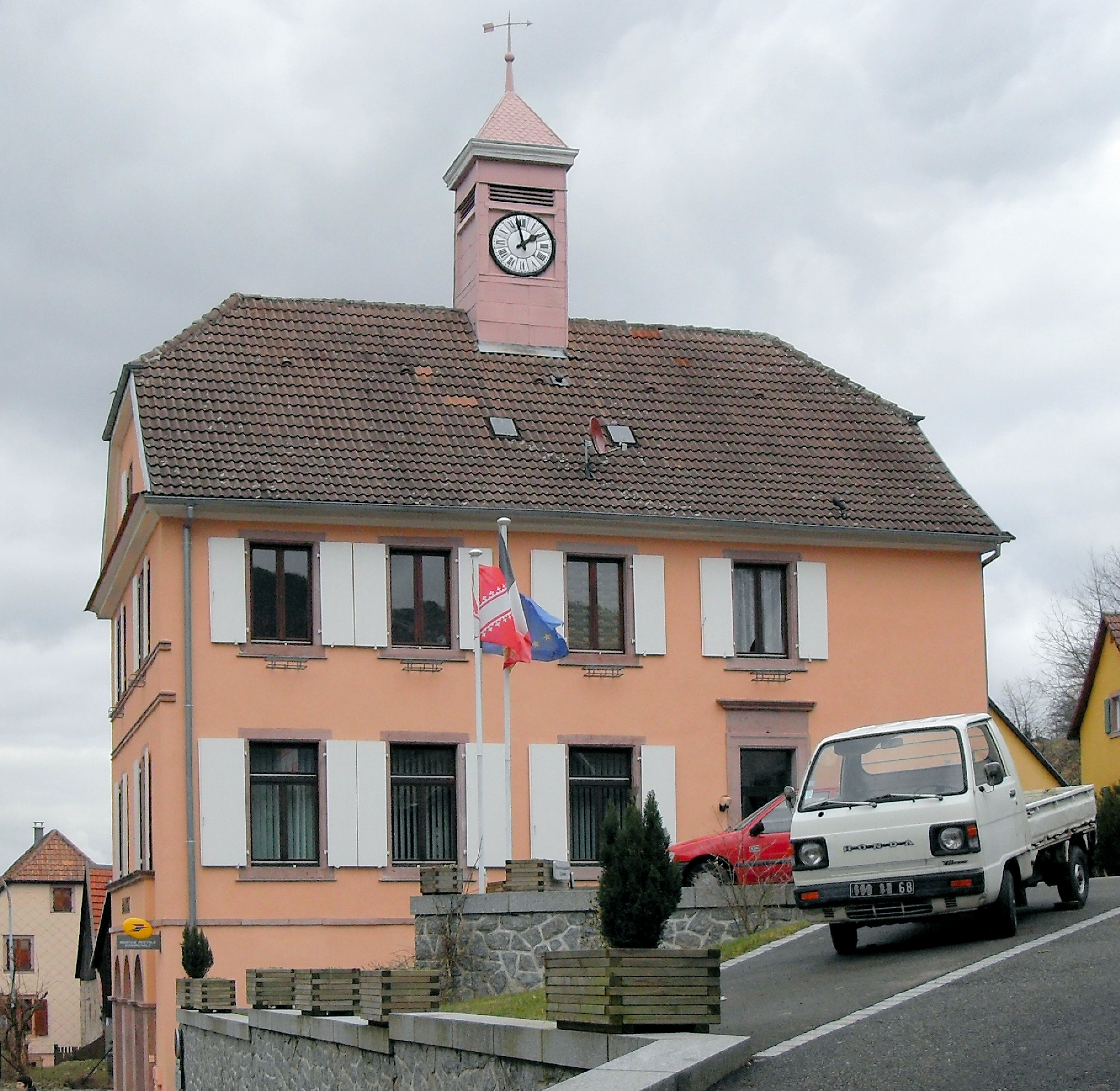
Mairie Griesbach-au-Val
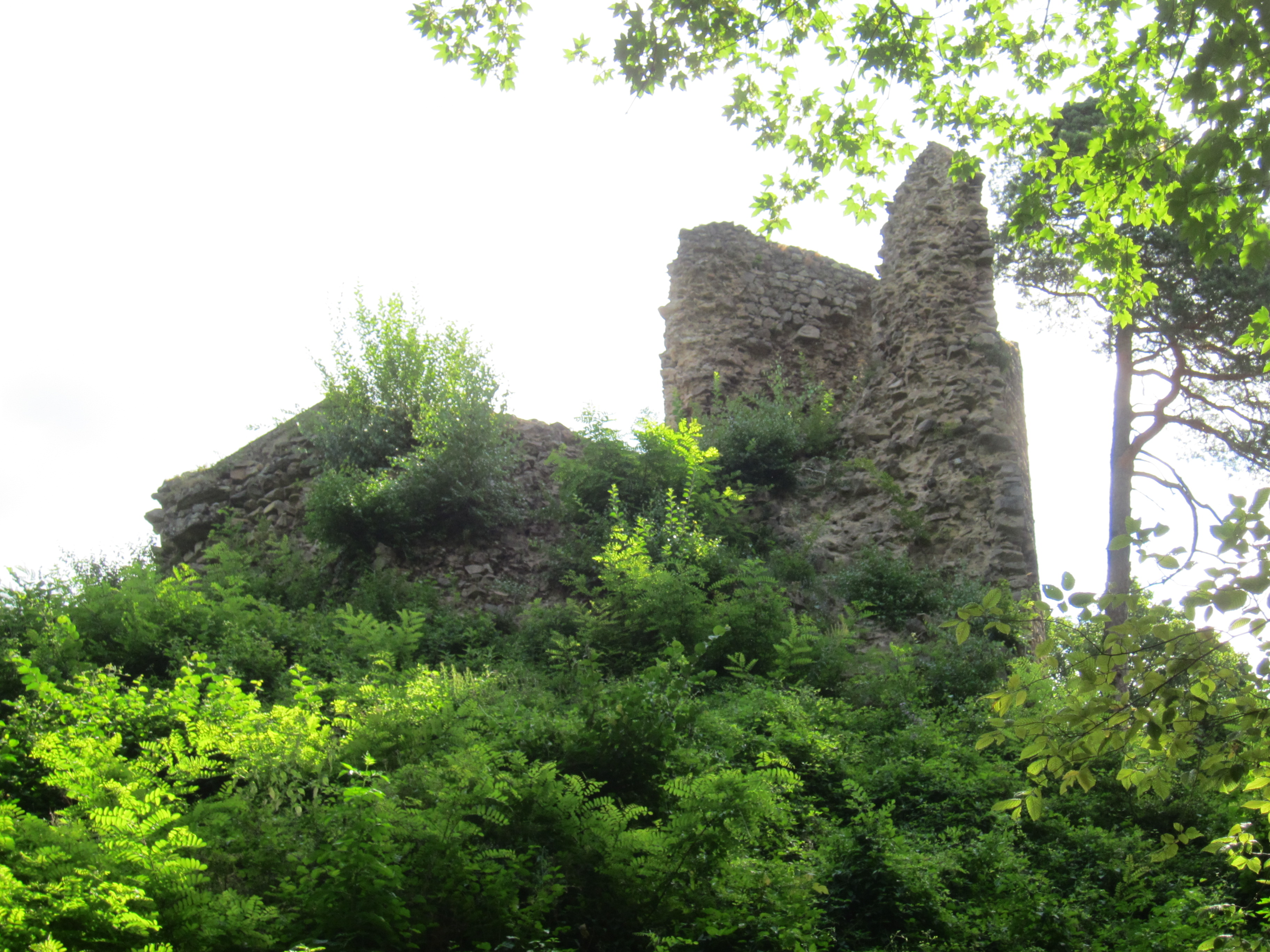
Burg Schwarzenberg